# Your Pretty Face is Going to Hell
A Your Pretty Face is Going to Hell 2011-ben bemutatott amerikai élőszereplős vígjátéksorozat. A műsor alkotói Casper Kelly és Dave Willis, a történet főhőse pedig egy kisördög, aki a pokolban dolgozik és próbál feljebb jutni a ranglétrán. A karakterek hangjait többek közt Henry Zebrowski, Craig Rowin, Matt Servitto és Dana Snyder adja.
A sorozat az Amerikai Egyesült Államokban 2011. január 20-án mutatkozott be a bevezető részével, majd az első évadot 2013. április 18-tól kezdte adni az Adult Swim. Magyarországon egyelőre nem került bemutatásra.

## Cselekmény
A sorozat főszereplője egy Gary nevű ördög, aki a pokolban dolgozik gyakornoka, Claude mellett. Azonban Gary nem elégedett a jelenlegi pozicíójával, ezért azon ügyködik, hogy feljebb másszon az alvilági ranglétrán. Hogy behódoljon főnökének, aki a Sátánként hivatkozik magára - mint később kiderül, valójában egy Darran Farley nevű démon -, Gary igyekszik minél több ember lelkét begyűjteni. Azonban mivel lusta, buta és túlságosan is kedves, így ezen próbálkozásai rendszerint kudarcba fulladnak.

## Szereplők
| Szereplő                      | Szinkronhang     |
| ----------------------------- | ---------------- |
| Gary Bunda                    | Henry Zebrowski  |
| Claude Vernon                 | Craig Rowin      |
| "Satan", a.k.a. Darren Farley | Matt Servitto    |
| Lucas                         | Dana Snyder      |
| Troy Ersatz                   | Dana Snyder      |
| Benji                         | Dan Triandiflou  |
| Eddie                         | Eddie Pepitone   |
| Demon William"                | William Tokarsky |

## Epizódok
| Évad | Évad          | Epizódok      | Eredeti sugárzás  | Eredeti sugárzás  |
| Évad | Évad          | Epizódok      | Évadpremier       | Évadfinálé        |
| ---- | ------------- | ------------- | ----------------- | ----------------- |
|      | Bevezető rész | Bevezető rész | 2011. január 20.  | 2011. január 20.  |
|      | 1             | 6             | 2013. április 18. | 2013. május 23.   |
|      | 2             | 12            | 2015. július 12.  | 2015. október 11. |
|      | 3             | 12            | 2016. október 23. | 2017. május 7.    |
|      | 4             | 12            | 2019. május 4.    | 2019. június 14.  |